# تيتسويا ياماوكا
تيتسويا ياماأوكا (باليابانية: 山岡 哲也) (4 مارس 1990 في أوساكا في اليابان – )؛ هو لاعب كرة قدم ياباني سابق كان يلعب كحارس مرمى.

## وصلات خارجية
- تيتسويا ياماوكا على موقع رابطة كرة القدم اليابانية للمحترفين (اليابانية)
- تيتسويا ياماوكا على موقع قاعدة بيانات كرة القدم.إي يو (الإنجليزية)
- تيتسويا ياماوكا على موقع Soccerway.com (الإنجليزية)
- تيتسويا ياماوكا على موقع عالم كرة القدم.نت (الإنجليزية)